# Discantus (ensemble)
Discantus est un ensemble vocal français, spécialisé dans l'interprétation des musiques médiévales.

## Présentation
Fondé au début des années 1990, il est dirigé par Brigitte Lesne depuis sa création et se compose de six à neuf voix de femmes a cappella. L'ensemble se consacre principalement au répertoire sacré, des premiers manuscrits de chant grégorien (fin du IXe siècle) jusqu'au début de la Renaissance (XVe siècle). Il est notamment connu pour ses interprétations de chant grégorien, d’ars antiqua, de l'école de Saint-Martial, de l'école de Notre-Dame et du Codex Calixtinus. Depuis les années 2000 il s'accompagne régulièrement d'un jeu de cloches à main, devenu comme sa signature sonore, ainsi que, plus ponctuellement de divers instruments à cordes (harpes, vièle à archet, psaltérion, vielle à roue) ou à vent (flûtes, cornemuses, chalemie, douçaine, trompette…)
Les chanteuses : Brigitte Lesne, Catherine Sergent, Christel Boiron, Caroline Magalhaes, Lucie Jolivet, Hélène Decarpignies, Vivabiancaluna Biffi, Brigitte Le Baron, Anne Guidet, Vanessa Fodil, Catherine Schroeder, Emilie Fleury, Anne Delafosse, Cécile Banquey. Ont également participé à l'ensemble : Claire Jéquier, Laurence Brisset, Emmanuelle Gal, Catherine Joussellin, Nicole Jolliet, Anne Marteyn, Kyung-Hee Han, Birute Liuoryte…
Discantus est produit depuis sa création par le Centre de musique médiévale de Paris.

## Discographie
- 1992 - Codex Las Huelgas, musique sacrée espagnole du XIIIe siècle, Opus 111 OPS 30-68.
- 1994 - Campus Stellae, Saint-Martial de Limoges. Saint-Jacques de Compostelle, XIIe siècle. Opus 111 OPS 30-102.
- 1995 - Eya mater. Chant grégorien. Polyphonies des XIe et XIIe siècles. Opus 111 OPS 30-143.
- 1996 - Dame de flors. École Notre Dame XIe et XIIe siècles. Opus 111 OPS 30-175.
- 1998 - Hortus deliciarum. Hildegard von Bingen. Herrade de Landsberg. Opus 111 OPS 30-220 (reed.: 30-390).
- 2000 - Jerusalem. Chant grégorien et premières polyphonies du Ve siècle au XIIIe siècle. Opus 111 OPS 30-291.
- 2001 - Quem quæritis ?. Drames liturgiques au Moyen Âge. Opus 111 OPS 3026.
- 2001 - Eya pueri !. Chants de noël des XIIe siècle et XIIIe siècle. Opus 111 OPS 30207.
- 2002 - Sur la terre comme au ciel. Un jardin au Moyen Âge. Discantus et Alla francesca. Jade 198 796-2.
- 2003 - Compostelle. Le chant de l'étoile. Codex Calixtinus. Jade 301 654 2.
- 2004 - Mare nostrum. Chant grégorien, troubadours et motets en Languedoc-Roussillon. Jade 301 685 2.
- 2006 - Universi populi. Chants sacrés à Prague du XIIe siècle au XVe siècle. Zig-Zag Territoires ZZT 060601.
- 2010 - L'Argument de Beauté. Polyphonies sacrées de Gilles Binchois, carols anonymes. aeon AECD 1096
- 2014 - Music for a King. Tropaire de Winchester XIe siècle et Créations XXIe siècle. aeon AECD 1436
- 2015 - Un chemin d'étoiles. Chansons des pèlerins de Saint-Jacques du Moyen Âge à nos jours. Bayard Musique
- 2016 - Santa Maria. Chansons à la Vierge dans l'Espagne du XIIIe siècle. Bayard Musique
- 2018 - Nova sonet harmonia. 8e centenaire des dominicains. Bayard Musique